# جان بيير البكري
جان بيير البكري (بالفرنسية: Jean-Pierre Bacri)‏
```
(24 مايو 1951 –18 يناير 2021)
[
8
]
[
9
]
 هو 
كاتب سيناريو
، 
وممثل
، من 
فرنسا
، ولد في 
بو إسماعيل
.
```

## التعليم
تعلم في جامعة نيس صوفيا انتيبوليس، ومدرسة رينيه سيمون للفنون الدرامية ‏.

## جوائز
حصل على جوائز منها:
- جائزة رينيه كلير [الإنجليزية]‏ (2001)
- جائزة سيزر لأفضل كاتب سيناريو (1998، 1994، 1997 و 2001)
- جائزة سيزر لأفضل ممثل مساعد (1998)
- جوائز الفيلم الأوروبي.

## وصلات خارجية
- جان بيير البكري على موقع IMDb (الإنجليزية)
- جان بيير البكري على موقع ميتاكريتيك (الإنجليزية)
- جان بيير البكري على موقع روتن توميتوز (الإنجليزية)
- جان بيير البكري على موقع مونزينجر (الألمانية)
- جان بيير البكري على موقع ألو سيني (الفرنسية)
- جان بيير البكري على موقع ميوزك برينز (الإنجليزية)
- جان بيير البكري على موقع أول موفي (الإنجليزية)
- جان بيير البكري على موقع قاعدة بيانات الأفلام السويدية (السويدية)
- جان بيير البكري على موقع ديسكوغز (الإنجليزية)
- جان بيير البكري على موقع قاعدة بيانات الفيلم (الإنجليزية)